# 李小平 (体操运动员)
李小平（1962年9月19日—）是一名中国体操运动员。他在1984年洛杉矶夏季奥林匹克运动中，参加了男子体操并获得团体银牌。他也参加了1982年亚洲运动会，共收获两枚金牌。